# Amaurobius pavesii
Espèce
Amaurobius pavesii est une espèce d'araignées aranéomorphes de la famille des Amaurobiidae.

## Distribution
Cette espèce est endémique d'Italie. Elle se rencontre dans le nord des Apennins.

## Description
Les mâles mesurent de 7,06 à 7,70 mm et les femelles de 6,83 à 8,86 mm.

## Publication originale
- Pesarini, 1991 : The Amaurobiidae of northern Italy. Atti della Società Italiana di Scienze Naturali e del Museo Civico di Storia Naturale di Milano, 131, 261-276.